# Марочкін Іван Єгорович
Іван Єгорович Марочкін (10 січня 1949 року, село Трубічено, Курська область, РРФСР, СРСР — 25 вересня 2014, Харків, Україна) — радянський та український вчений-правознавець, спеціаліст у галузі кримінального процесу. Кандидат юридичних наук (1984), професор (2000). Член-кореспондент Національної академії правових наук України (2010 р.).
Завідувач Кафедри організації судових та правоохоронних органів Національного юридичного університету імені Ярослава Мудрого (1992—2014). Заслужений працівник освіти України (2004). Один із авторів Кримінального процесуального кодексу України та низки інших законодавчих актів.

## Життєпис
Іван Марочкін народився 10 січня 1949 року в селі Трубічено Залізногірського району Курської області. Після закінчення середньої школи вступив до професійно-технічного училища, закінчивши яке працював робітником на залізниці, слюсарем на станції Льговське. Потім, з 1968 по 1970 рік, проходив термінову службу в лавах Радянської армії.
Після демобілізації почав навчатися у Харківському юридичному інституті (ХЮІ), який закінчив у 1975 році. Після закінчення працював слідчим у прокуратурі Курського району міста Курська (за іншими даними — у Курській обласній прокуратурі). В 1979 Марочкін повернувся до ХЮІ, де був прийнятий на посаду асистента на кафедру кримінального процесу. У 1981 році вступив до аспірантури ХЮІ, продовживши працювати асистентом, а потім старшим викладачем на тій же кафедрі. В 1987 Іван Єгорович обійняв посаду доцента кафедри кримінального процесу ХЮІ.
У червні 1987 року на базі ХЮІ було створено кафедру організації судових та правоохоронних органів. Створену кафедру очолив професор Ю. М. Грошевий, а першими викладачами на ній стали його учні: І. Є. Марочкін, Д. І. Пишнєв і Н. В. Сибілєва. Спочатку Іван Єгорович був асистентом на цій кафедрі, а з 1991 доцентом. Однак, після того як у 1992 році (за іншими даними в 1991) році Юрій Михайлович Грошовий перейшов на посаду завідувача кафедри кримінального процесу, на звільнену посаду завідувача кафедри організації судових і правоохоронних органів був обраний Іван Єгорович Марочкін. І. Є. Марочкін продовжував залишатися на посаді завідувача кафедри аж до своєї смерті.
Крім викладацької та наукової діяльності, займався партійною роботою. Був заступником, а з 1985 по 1991 був секретарем партійного комітету ХЮІ.
Іван Єгорович Марочкін помер 25 вересня 2014 року в Харкові. Церемонія прощання з професором Марочкіним пройшла 27 вересня у будівлі Президії Національної академії наук України.

## Наукова діяльність
Іван Єгорович займався дослідженням проблем, пов'язаних із судовою владою, прокуратурою та адвокатурою . Займався розвитком теорії судової влади, підтримував концепцію судового права та займався створенням основних положень цієї концепції. У 1984 році Іван Марочкін під науковим керівництвом Юрія Михайловича Грошевого захистив дисертацію на здобуття наукового ступеня кандидата юридичних наук на тему «Громадська думка та вирок радянського суду». Офіційними опонентами Івана Єгоровича були доктори юридичних наук та Л. Д. Кокорєв та Г. І. Чингулі. В 1989 йому було присвоєно вчене звання доцента, а 2000 — професорське звання. У 2010 році Іван Єгорович Марочкін став членом-кореспондентом Національної академії правових наук України.
Крім наукової роботи, брав участь у юридичній практиці. Протягом багатьох років Іван Марочкін входив до складу таких спеціалізованих організацій: Кваліфікаційна комісія суддів загальних судів Харківського апеляційного округу, Науково-методична рада при Генеральному прокурорі України та Науково-консультаційна рада при Вищому спеціалізованому суді України з розгляду цивільних та кримінальних справ. Беручи участь у судовій реформі в Україні, Іван Єгорович займався розробкою таких проектів Законів України як: Кримінальний процесуальний кодекс України, «Про судоустрій України», «Про статус суддів», «Про прокуратуру», «Про Вищу раду юстиції», «Про судоустрій і статус суддів».
Також займався підготовкою вчених-правознавців, за різними даними під його керівництвом було захищено 23, 26 або 30 кандидатських дисертацій, у трьох (за іншими даними чотирьох) докторських дисертаціях І. Є. Марочкін виступав науковим консультантом. Серед учнів Івана Єгоровича були: А. А. Зархін (2001), М. В. Косюта (2002), Ю. І. Крючко (1999), М. П. Курило (1999), Л. Н. Москвич (2003), І. В. Назаров (2005), С. В. Подкопаєв (2003), І. А. Русанова (2003), В. В. Сухоніс (1999), Р. Р. Трагнюк (2003) , П. В. Хотенець (2002), В. В. Городовенко (2006). Також професор Марочкін виступав опонентом у низки претендентів на наукові ступені з юридичних спеціальностей. Серед вчених, яким він опонував були: Д. А. Тихоненков (1998) , Ю. В. Хоматов (1994), О. Г. Шило (1997), М. К. Якимчук.
За різними джерелами Іван Марочкін був автором від «понад 100» до «понад 200» наукових праць. Серед його праць основними є : підручники — «Прокурорський нагляд в Україні» (2005) та «Організація судових та правоохоронних органів» (2009 та 2013), а також навчальні посібники — «Організаційно-правові проблеми кадрового забезпечення органів прокуратури» (2000), «Організація роботи в органах прокуратури» (2002), «Конституція України: Науково-практичний коментар» (2003), «Статус суддів в Україні» (2006), «Організація судової влади в Україні» (2007 та 2009), «Порівняльне судове право» (2008), «Статус суддів» (2009), «Організація роботи суду в Україні» (2009), «Організація роботи суду» (2012), «Організація роботи адвокатури в Україні» (2014)
Низка навчальних видань, у написанні яких брав участь Іван Єгорович, отримали високу оцінку від таких рецензентів як О. Д. Святоцький, Г. П. Середа, М. В. Руденко и О. В. Скрипнюк.

## Особисте життя
Був одружений з доцентом кафедри адміністративного права Оленою Борисівною Червяковою. Його син Олексій Марочкін став кандидатом юридичних наук, станом на 2015 рік працював молодшим науковим співробітником у Науково-дослідному інституті вивчення проблем злочинності імені академіка В. В. Сташиса.

## Особистість
Говорячи про І. Е. Марочкіна академік НАПрН України Віолетта Омелянівна Коновалова насамперед зазначала, що він був «хорошою людиною». За її спогадами Іван Єгорович мав «хороший художній смак» і «красивий баритон», був естетом. В. С. Бабкова і В. В. Афанасьєв також охарактеризували Івана Єгоровича як людину, що любила живопис, з тонким смаком, яка добре зналася на мистецтві і мала дружні стосунки з деякими відомими художниками.
В. І. Борисов і В. І. Борисова згадували професора Марочкина як людину, яка вміла вести наукову дискусію, яка жила за принципом «не відкладай на завтра те, що можна зробити сьогодні».
Іван Єгорович був людиною з великої літери — добрий чуйний, з яким можна було поділитися своїми думками та проблемами, людина, яка не підведе тебе у скрутну хвилину.— Людмила Олексіївна Богословська

## Нагороди
Іван Єгорович Марочкін був удостоєний таких почесних звань, премій та відзнак:
- Почесне звання «Заслужений працівник освіти України» (9 грудня 2004 р.) — «за вагомий внесок у підготовку висококваліфікованих фахівців, багаторічну плідну наукову та педагогічну діяльність та з нагоди 200-річчя навчального закладу»[33];
- Почесний знак «Відмінник освіти України» (Міністерство освіти та науки України, 2000);
- Лауреат двох премій імені Ярослава Мудрого (Національний юридичний університет імені Ярослава Мудрого та Національна академія правових наук України, 2009 та 2013[34]);
- Почесна грамота Харківської обласної державної адміністрації (2011)[35];
- Стипендіат стипендії імені Василя Пилиповича Маслова (Харківська обласна державна адміністрація, 2014);
- Почесний знак (орден) ІІІ ступеня Національного юридичного університету імені Ярослава Мудрого (2014)[36];
- Пам'ятний знак «200-річчя існування Національної академії України імені Ярослава Мудрого» (Національна юридична академія імені Ярослава Мудрого);
- Почесне звання «Дійсний член Союзу юристів України» (Союз юристів України, 2013)[37];
- Подяки Генерального прокуратора України та Голови Служби безпеки України.

## Пам'ять
У січні 2009 року до 60-річчя від дня народження та 30-річчя науково-педагогічної діяльності Івана Єгоровича, доцент Н. В. Сибілєва написала вірш «Марочкіну Івану Єгоровичу» (рос. «Марочкину Ивану Егоровичу»). Після смерті Івана Єгоровича колишній суддя Конституційного суду України та академік НАПрН України Володимир Тихий написав вірш «Світлій пам'яті Марочкіна Івана Єгоровича».
25 вересня 2015 року, на річницю смерті Івана Єгоровича Марочкіна, відбулася презентація книги «Обране» (рос. «Избранное»). До книги увійшли його наукові праці, спогади друзів та колег про нього, а також фотографії з його сімейного архіву. У презентації книги взяли участь: В. С. Бабкова, В. І. Борисов, О. К. Бурова, Л. А. Богословська, Ю. І. Вотаєв, О. В. Капліна, В. В. Комаров, В. О. Коновалова.
Починаючи з 2015 року на базі Національного юридичного університету імені Ярослава Мудрого відбулися три науково-практичні конференції «Актуальні проблеми судового права», присвячені пам'яті Івана Єгоровича Марочкіна, дві з них мали статус міжнародних (2015 та 2019), одна Всеукраїнської (2017). Окрім того, до 70-річчя І. Є. Марочкіна була проведена меморіальна зустріч його колег, друзів та учнів.